# 俄羅斯裔英國人
俄羅斯裔英國人，是指生活在英國的俄羅斯人，他們是或曾經是聯合王國的公民或居民。

## 人口數量
2001年英國人口普查記錄了15,160名出身俄羅斯的居民。2011年的人口普查顯示，有36313人居住在英格蘭，687人居住在威爾士，2,180人在蘇格蘭，349人生活在北愛爾蘭。
國家統計局估計，到2020年，有73,000名出身俄羅斯的居民居住在英國。《衛報》公佈的估計顯示，2014年出生在俄羅斯的倫敦常住人口超過15萬。人口的增加導致了倫敦的綽號，如“倫敦格勒”和“泰晤士河畔的莫斯科”。

## 教育
在倫敦，特別是諾丁山，有許多俄羅斯學校旨在向俄羅斯移民父母的孩子傳播俄語和文化。
倫敦的俄羅斯使館學校是一所位於首都的俄羅斯國際學校。

## 俄國革命家
俄羅斯與英國在16世紀已有來往，在19世紀初奴隸制廢止、天主教解放和猶太人解放之後，英國在歐洲被視為一個自由主義的目的地，吸引了被歐洲大陸君主制國家視為危險分子的自由思想家，被認為是“俄羅斯社會主義之父”的作家亞歷山大·赫爾岑在倫敦生活了13年。他在俄羅斯之外建立了第一家俄語印刷廠，首先在賈德街，後來搬到了喀里多尼亞公路。赫爾岑最有影響力的出版物是科洛科爾通訊，是在另一位俄羅斯移民詩人尼古拉·奧加列夫的説明下設計的。著名的俄羅斯無政府主義者彼得·克魯泡特金和米哈伊爾·巴枯寧於19世紀末在倫敦生活和工作。由克魯泡特金在白教堂共同創立的自由新聞無政府主義出版社截至2022年仍在運營。
由於英國的政治自由，倫敦在20世紀再次成為俄羅斯革命思想家的中心。列寧於1902年至1903年住在倫敦，在克勒肯威爾的一座建築中出版了一本革命期刊《伊斯克拉》，後來成為馬克思紀念圖書館的所在地。1903年在伊斯靈頓的三約翰酒吧舉行的俄國革命者代表大會成為該運動分裂給強硬派布爾什維克（後來建立蘇聯）和孟什維克的關鍵點。1907年布爾什維克黨代表大會在哈克尼舉行，除了列寧之外，還有列夫·托洛茨基，約瑟夫·史達林，格裡戈里·季諾維也夫，列夫·加米涅夫，馬克西姆·利特維諾夫和作家馬克沁·高爾基，他們參加了布爾什維克革命的未來領導人。

## 猶太人移民
俄羅斯猶太人從19世紀末開始移民到英國，以尋求庇護，以躲避俄羅斯帝國和東歐的迫害。據估計，在1881年至1914年間，有150，000名猶太人遷往英國。
一些猶太人成為了零售業者，如成立馬莎百貨的米高·馬克斯。然而，大多數猶太移民的生活要艱難得多。由於宗教原因，他們面臨語言障礙和無法在週六工作，他們經常受雇於倫敦東區由猶太企業家經營的血汗工廠。倫敦的猶太移民在豪恩斯迪奇和襯裙巷建立了繁榮的服裝貿易。
生物化學家哈伊姆·魏茨曼於1904年從俄羅斯來到英國。他開發了一種生產堇青石炸藥的方法，這種方法對英國的第一次世界大戰至關重要。他在工業上的成功導致了與當時的外交大臣亞瑟·巴爾福會面，據信他影響了貝爾福宣言，這導致了以色列的建立。

## 伸延閱讀
- Harold, Daniel (2015). Russian Exiles in Britain, 1918–1926: The Politics and Culture of Russia Abroad (PDF) (Thesis). Northumbria University.